# Comuna Promina, Šibenik-Knin
Promina este o comună în cantonul Šibenik-Knin, Croația, având o populație de 1.136 de locuitori (2011).

## Demografie
Componența etnică a comunei Promina
     Croați (94,81%)
     Sârbi (3,52%)
     Necunoscut (0,18%)
     Neclasificat (1,06%)
Componența confesională a comunei Promina
     Catolici (94,98%)
     Ortodocși (3,35%)
     Necunoscută (0,7%)
     Alte religii (0,97%)
Conform recensământului din 2011, comuna Promina avea 1.136 de locuitori. Din punct de vedere etnic, majoritatea locuitorilor (94,81%) erau croați, cu o minoritate de sârbi (3,52%). Apartenența etnică nu este cunoscută în cazul a 0,18% din locuitori. Din punct de vedere confesional, majoritatea locuitorilor (94,98%) erau catolici, cu o minoritate de ortodocși (3,35%). Pentru 0,7% din locuitori nu este cunoscută apartenența confesională.